# 9·19 군사분야 남북합의서
9·19 군사분야 남북합의서는 2018년 9월 19일 체결된 남북간의 군사분야에 대한 합의사항이다.

## 역사
2018년 9월 19일 조선민주주의인민공화국 평양특별시에서 열린 2018년 3차 남북정상회담에서 대한민국 문재인 대통령과 조선민주주의인민공화국 김정은 국무위원장이 합의해 9.19 공동선언을 하였다. 9·19 군사분야 남북합의서는 9.19 공동선언의 군사분야 부속합의서이다.

## 내용
역사적인 판문점선언 이행을 위한 군사분야 합의서
남과 북은 한반도에서 군사적 긴장 상태를 완화하고 신뢰를 구축하는 것이 항구적이며 공고한 평화를 보장하는 데 필수적이라는 공통된 인식으로부터 '한반도의 평화와 번영, 통일을 위한 판문점선언'을 군사적으로 철저히 이행하기 위하여 다음과 같이 포괄적으로 합의하였다.
1. 남과 북은 지상과 해상, 공중을 비롯한 모든 공간에서 군사적 긴장과 충돌의 근원으로 되는 상대방에 대한 일체의 적대행위를 전면 중지하기로 하였다.
① 쌍방은 지상과 해상, 공중을 비롯한 모든 공간에서 무력충돌을 방지하기 위해 다양한 대책을 강구하였다.
쌍방은 군사적 충돌을 야기할 수 있는 모든 문제를 평화적 방법으로 협의·해결하며, 어떤 경우에도 무력을 사용하지 않기로 하였다.
쌍방은 어떠한 수단과 방법으로도 상대방의 관할구역을 침입 또는 공격하거나 점령하는 행위를 하지 않기로 하였다.
쌍방은 상대방을 겨냥한 대규모 군사훈련 및 무력증강 문제, 다양한 형태의 봉쇄 차단 및 항행방해 문제, 상대방에 대한 정찰행위 중지 문제 등에 대해 '남북군사공동위원회'를 가동하여 협의해 나가기로 하였다.
쌍방은 군사적 긴장 해소 및 신뢰구축에 따라 단계적 군축을 실현해 나가기로 합의한 '판문점선언'을 구현하기 위해 이와 관련된 다양한 실행 대책들을 계속 협의하기로 하였다.
② 쌍방은 2018년 11월 1일부터 군사분계선 일대에서 상대방을 겨냥한 각종 군사연습을 중지하기로 하였다.
지상에서는 군사분계선으로부터 5km 안에서 포병 사격훈련 및 연대급 이상 야외기동훈련을 전면 중지하기로 하였다.
해상에서는 서해 남측 덕적도 이북으로부터 북측 초도 이남까지의 수역, 동해 남측 속초 이북으로부터 북측 통천 이남까지의 수역에서 포사격 및 해상 기동훈련을 중지하고 해안포와 함포의 포구 포신 덮개 설치 및 포문폐쇄 조치를 취하기로 하였다.
공중에서는 군사분계선 동 서부 지역 상공에 설정된 비행금지구역 내에서 고정익항공기의 공대지유도무기사격 등 실탄사격을 동반한 전술훈련을 금지하기로 하였다.
③ 쌍방은 2018년 11월 1일부터 군사분계선 상공에서 모든 기종들의 비행금지구역을 다음과 같이 설정하기로 하였다.
- 고정익항공기는 군사분계선으로부터 동부지역(군사분계선표식물 제0646호부터 제1292호 까지의 구간)은 40km, 서부지역(군사분계선표식물 제0001호부터 제0646호까지의 구간)은 20km를 적용하여 비행금지구역을 설정한다.
- 회전익항공기는 군사분계선으로부터 10km로, 무인기는 동부지역에서 15km, 서부지역에서 10km로, 기구는 25km로 적용한다.
- 다만, 산불 진화, 지 해상 조난 구조, 환자 후송, 기상 관측, 영농지원 등으로 비행기 운용이 필요한 경우에는 상대측에 사전 통보하고 비행할 수 있도록 한다. 민간 여객기(화물기 포함)에 대해서는 상기 비행금지구역을 적용하지 않는다.
④ 쌍방은 지상과 해상, 공중을 비롯한 모든 공간에서 어떠한 경우에도 우발적인 무력충돌 상황이 발생하지 않도록 대책을 취하기로 하였다.
이를 위해 지상과 해상에서는 경고방송 → 2차 경고방송 → 경고사격 → 2차 경고사격 → 군사적 조치의 5개 단계로, 공중에서는 경고교신 및 신호 → 차단비행 → 경고사격 → 군사적 조치의 4개 단계의 절차를 적용하기로 하였다.
쌍방은 수정된 절차를 2018년 11월 1일부터 시행하기로 하였다.
⑤ 쌍방은 지상과 해상, 공중을 비롯한 모든 공간에서 어떠한 경우에도 우발적 충돌이 발생하지 않도록 상시 연락체계를 가동하며, 비정상적인 상황이 발생하는 경우 즉시 통보하는 등 모든 군사적 문제를 평화적으로 협의하여 해결하기로 하였다.
2. 남과 북은 비무장지대를 평화지대로 만들어 나가기 위한 실질적인 군사적 대책을 강구하기로 하였다.
① 쌍방은 비무장지대 안에 감시초소(GP)를 전부 철수하기 위한 시범적 조치로 상호 1km 이내 근접해 있는 남북 감시초소 들을 완전히 철수하기로 하였다.
② 쌍방은 판문점 공동경비구역을 비무장화하기로 하였다.
③ 쌍방은 비무장지대내에서 시범적 남북공동유해발굴을 진행하기로 하였다.
④ 쌍방은 비무장지대 안의 역사유적에 대한 공동조사 및 발굴과 관련한 군사적 보장대책을 계속 협의하기로 하였다.
3. 남과 북은 서해 북방한계선 일대를 평화수역으로 만들어 우발적인 군사적 충돌을 방지하고 안전한 어로활동을 보장하기 위한 군사적 대책을 취해 나가기로 하였다.
① 쌍방은 2004년 6월 4일 제2차 남북장성급군사회담에서 서명한 '서해 해상에서의 우발적 충돌 방지' 관련 합의를 재확인하고, 전면적으로 복원 이행해 나가기로 하였다.
② 쌍방은 서해 해상에서 평화수역과 시범적 공동어로구역을 설정하기로 하였다.
③ 쌍방은 평화수역과 시범적 공동어로구역에 출입하는 인원 및 선박에 대한 안전을 철저히 보장하기로 하였다.
④ 쌍방은 평화수역과 시범적 공동어로구역 내에서 불법어로 차단 및 남북 어민들의 안전한 어로활동 보장을 위하여 남북 공동순찰 방안을 마련하여 시행하기로 하였다.
4. 남과 북은 교류협력 및 접촉 왕래 활성화에 필요한 군사적 보장대책을 강구하기로 하였다.
① 쌍방은 남북관리구역에서의 통행 통신 통관(3통)을 군사적으로 보장하기 위한 대책을 마련하기로 하였다.
② 쌍방은 동·서해선 철도 도로 연결과 현대화를 위한 군사적 보장대책을 강구하기로 하였다.
③ 쌍방은 북측 선박들의 해주직항로 이용과 제주해협 통과 문제 등을 남북군사공동위에서 협의하여 대책을 마련하기로 하였다.
④ 쌍방은 한강(임진강) 하구 공동이용을 위한 군사적 보장 대책을 강구하기로 하였다.
5. 남과 북은 상호 군사적 신뢰구축을 위한 다양한 조치들을 강구해 나가기로 하였다.
① 쌍방은 남북군사당국자사이에 직통전화 설치 및 운영 문제를 계속 협의해 나가기로 하였다.
② 쌍방은 남북군사공동위원회 구성 및 운영과 관련한 문제를 구체적으로 협의·해결해 나가기로 하였다.
③ 쌍방은 남북군사당국간 채택한 모든 합의들을 철저히 이행하며, 그 이행상태를 정기적으로 점검 평가해 나가기로 하였다.
6. 이 합의서는 쌍방이 서명하고 각기 발효에 필요한 절차를 거쳐 그 문본을 교환한 날부터 효력을 발생한다.
① 합의서는 쌍방의 합의에 따라 수정 및 보충할 수 있다.
② 합의서는 2부 작성되었으며, 같은 효력을 가진다.
2018년 9월 19일
대한민국 국방부장관 송영무
조선민주주의인민공화국 인민무력상 조선인민군 대장 노광철

## 위반 논란
9.19 군사합의서 체결 이후, 판문점 공동경비구역 비무장화, 남북유해공동발굴사업, GP 철수 등 합의서 일붓 사항들이 진전되기는 하였다. 그러나, 남한의 군비 증강에 대한 북한의 반발, 특히 제2차 북미정상회담에서 북한과 미국이 합의에 도달하는데 실패한 이후 북한은 합의를 제대로 이행하지 않게 된다. 특히 2019년부터 시작된 미사일 발사 실험들, 장사정포 발사훈련 등은 북한의 위반 사례를 잘 보여주고 있다. 
2018년 12월 17일, 북한의 노동신문과 대남 선전 매체인 우리민족끼리가 한국군의 미사일 방어 장비 도입, 공군 훈련, 연합 해병훈련 등에 대해 "9·19 군사분야 합의 제1조 1항에 대한 엄중한 위반이자 무모한 망동"이라며 비방하고 있다. 남북은 제1조 1항에서 '대규모 군사훈련, 무력증강, 다양한 형태의 봉쇄·차단 및 항행 방해, 상대방에 대한 정찰행위 등의 중지'를 군사공동위에서 협의하기로 합의했다.
2019년 5월 4일, 북한이 KN-23 단거리 탄도 미사일 1발을 시험발사했다. 이는 러시아제 미사일 9K720 이스칸데르를 모방한 모델로 보인다.
2019년 5월 7일, 북한이 KN-23 단거리 탄도 미사일 2발을 시험발사했다. 국방부는 합의 위반은 아니지만 합의의 취지 위반이라며 북한의 긴장고조 행위 중단을 촉구했다. 김정은이 직접 참관했다. KN-23 단거리 탄도 미사일은 단 한발로 서울시 천만명을 몰살할 수 있다고 알려져 있는데, 국방부는 합의 위반은 아니라고 한다.
2019년 7월 25일,  김정은이 직접 참관한 가운데 KN-23 단거리 탄도 미사일 2발을 발사하는 실험을 하다. 자유한국당은 9.19 군사합의 위반이라고 주장하며, 군사합의를 무효화 하라고 문재인 정부에 촉구하였다. 특히 북한의 이러한 무력 시위에 대해 침묵하는 점을 비판하였다. 참고로 KN-23 단거리 탄도 미사일은 그 움직임에 있어서 하강을 했다 상승하고 수평으로 선회비행까지 하는 등 요격하기 매우 어렵다고 평가를 받는다. 이는 사드를 비롯한 남한의 미사일 방어망을 무력화시킬 수 있다고 시위한 셈이다. 남한측에서는 미사일을 불상 발사체라는 모호한 표현을 하는 가운데, 주한미군은 KN-23 미사일이 단거리 탄도 미사일(SRBM)이라고 판정했다.
유엔 안보리 결의는 북한의 모든 탄도 미사일 발사를 금지한다. 그래서 이번 KN-23 3회 발사가 단거리 탄도 미사일(SRBM)이어서 국제법인 유엔 안보리 결의 위반이면, 당연히 제재 결의를 해야 한다. 그러나 한국 정부는 북한의 이번 3회 발사는 단거리 탄도 미사일(SRBM)이 아니라 단거리 발사체라고 주장하였다.
북한이 단거리 탄도 미사일(SRBM)을 3회나 발사했지만, 트럼프 대통령 조차 이것으로 유엔 안보리가 제재 결의를 추가로 새로 해야 한다고 주장하지 않고 있다. 그런데, 한국 정부 혼자서 단거리 탄도 미사일(SRBM)은 유엔 안보리 결의 위반이어서 국제법 위반이고 그러면 안되니까, 단거리 탄도 미사일(SRBM)이라고 부르면 안되고 단거리 발사체라고 불러야 한다고 주장하고 있다. 북한 조차도 단거리 탄도 미사일(SRBM)이라며 자랑스럽게 사진을 보도했다. 단거리 탄도 미사일(SRBM)인지 아닌지는 유엔 안보리 추가 제재 결의와 아무 상관도 없다. 한국 정부 혼자 희한한 국제법 해석을 하여, 희한하게 단거리 발사체, 단거리 미사일 운운하고 있다.
2019년 5월 21일, 문재인 대통령이 청와대 본관 1층 인왕실에서 로버트 B. 에이브럼스 주한미군사령관과의 오찬 간담회에서 탄도 미사일이라고 말했는데, 고민정 대변인이 "대통령님, ‘탄도미사일’이라고 말씀하셨는데 그게 맞나요?"라고 묻자, 문 대통령은 “제가 그랬나요? 단거리 미사일이죠”라고 정정했다.
이후 2020년부터 2022년까지 북한의 무력 도발은 지속적으로 이뤄졌다. 특히 2022년은 북한이 KN-23, KN-24, KN-25, 초대형 방사포, 장사정포 훈련등 전례없는 북한의 무력 도발과 시위가 이어졌다.

## 사실상의 폐기
2023년 11월 22일 새벽 북한이 기습적으로 인공위성을 발사함에 따라서, 기존에 엄중 경고를 하였던 한국 정부는 9·19 군사분야 남북합의서 1조 3항을 효력을 정지시켰다. 9.19 1조 3항의 내용은 바로 군사적 긴장을 낮추기 위해 육상, 해상, 공중에서의 모든 적대행위를 하지 않기로 하고, 그 일환으로 이 군사분계선 주변에 비행금지구역을 설정하는 것이다. 이에 11월 23일 북한 국방성은 이에 반발하며 모든 군사조치를 회복한다고 밝히며 사실상 합의 파기를 선언하였다. 북한은 이를 증명하듯이 11월 23일 심야에 탄도미사일을 발사하였다. 그러나 이러한 북한의 미사일 도발에 합동참모본부에서는 발사가 실패하였다고 평가하였다. 2024년 6월 초 북한의 연이은 풍선 도발으로 인하여, 2024년 6월 4일, 대한민국 국무회의에서 9.19 군사합의서 전체의 효력을  남북간 신뢰관계가 회복되었을 때까지 정지시키는 것으로 의결하였다.

## 같이 보기
- 9.19 공동선언
- 9.19 공동성명